# Лопе де Вега
Фе́лікс-Ло́пе де Ве́га-і-Ка́рпіо (25 листопада 1562 , Мадрид, Кастильська Корона  — 27 серпня 1635 , Мадрид, Кастильська Корона ) — іспанський драматург, творчість якого приходилася на «золоте століття» іспанської літератури.

## Короткий життєпис
Народився в Мадриді. Батько майбутнього письменника — виходець із селян, який заробив деякий статок і купив собі дворянський стан, — вирішив вивести сина в люди й дати йому хорошу освіту. Тож хлопець навчався спочатку в Єзуїтській колегії, а згодом в Університеті та Королівській академії математичних наук. Перебував на службі в знатних осіб, брав участь у поході «Непереможної армади», що дало відбиток на його творчості. Був кілька разів одружений, став ченцем, священником, мав численні любовні пригоди. Через загибель сина та викрадення доньки став проявляти схильність до містики.
У п'ять років писав вірші, в 12 років склав комедію для сцени. Опанував всі жанри, створив понад 400 п'єс, майже всі віршовані, відомо ще 250 назв. Теорія «Нове мистецтво складати комедії в наші дні» (1609 рік) — суміш комічного і трагічного, поділ на акти. Точної класифікації немає. Три типи: героїчні п'єси, комедії шпаги й плаща, і п'єси, де виступає народ. Чітких меж немає. Епізоди з життя Іспанії, її дворянства й побутові. Зіткнення між селянами й феодалами.

## Творчість
Лопе де Вега створив величезну кількість п'єс. Зухвалий в житті, Лопе підняв руку і на традиції іспанської драматургії: він відмовився від прийнятого тоді принципу єдності місця, часу і дії, зберіг лише останнє, і поєднав у своїх п'єсах елементи комічного і трагічного, створивши класичний тип іспанської драми.
П'єси де Веги торкаються різноманітних тем: соціально-політичні драми з вітчизняної та іноземної історії (наприклад, п'єса про Лжедмитрія I «Великий герцог Московський»), історичні хроніки («Доблесний кордовець Педро Карбонеро»), історії кохання («Собака на сіні», «Дівчина з глечиком», «Вчитель танців»). Основа п'єс — інтрига.
У драмах Лопе велику роль займає історія. Такі твори, як «Останній готський король», «Граф Фернан Гонсалес», «Зубці стін Торо», «Юність Бернара дель Каріпо», «Незаконний син Мударра» та інші. Трактування історичних подій у Лопе близька і збігається з тією, котру століттями давали романсеро (цикли іспанських народних пісень).
Театр Лопе де Вега розігрував знайомі будь-якому жителю Піренеїв сюжети. Усі п'єси побудовані так, що трапляється подія, котра припиняє спокійну дію, доводячи напругу переживань до трагізму, щоб пізніше ввести це схвильоване море пристрасті та свавілля в річище законності та суворої католицької моралі. Любовна інтрига, саме через те, що вона може розкрити всю могутність людських інстинктів та свавілля, існує у Лопе де Веги, з одного боку — для показу поведінки в сім'ї та суспільстві, а з іншого — показує значущість політичних та релігійних ідей, що панували у тогочасному суспільстві.
Лопе де Вега у своїх численних комедіях («Собака на сіні») виявляє тонкий талант комічного письменника. Його комедії насичені яскравою, іноді плакатною веселістю. Особлива роль в них відводиться слугам, історія яких створює паралельну інтригу п'єс. Саме вони, — гострі на язик, лукаві, сиплять влучними прислів'ями та приказками,- виявляються осередком комічної стихії твору.
«Фуенте Овехуна» (ісп. «Овече джерело») є історичною п'єсою, дія якої відбувається наприкінці XV століття за правління Фердинанда й Ізабелли. Командор ордена Калотрави Фернан Гомес оселився в селищі Фуенте Овехуна, образивши місцевого алькальда, спробою збезчестити його дочку Лауренсію. Селянинові Фрондосо вдається її захистити. Під час весілля командор розганяє всіх, б'є алькальда його жезлом, хоче повісити Фрондосо і викрадає Лауренсію. Усі жителі села поголовно б'ють ґвалтівників. Коли приїжджає суддя, то усі в селі відповідають, що зчинила злочин Фуенте Овехуна. Поняття честі з категорії дворянських почуттів переходить у загальнолюдську. Драматург уважно працює над лінією кожного персонажа. Наприклад, Лауренсія зі звичайної дівчини виростає в народну героїню. Вона озброює жінок й особисто бере участь в бою. Лопе де Вега шукає причини єдності народу й держави, ідеалізує образ короля.

## Українські переклади
- Овеча Криниця; Собака на сіні: п'єси / Л. Д. Вега ; передмова: Н. О. Модестова ; пер. з ісп.: М. Лукаш. — Київ: Держлітвидав, 1962. — 359 с. : іл. [Архівовано 9 вересня 2015 у Wayback Machine.]

## Цікаве
Про молоді роки Лопе де Вега 2010 року режисером Андруча Уеддінгтоном в Іспанії знято кінофільм «Лопе де Вега: Розпусник і спокусник».

## Твори

### П'єси
- Учитель танців
- Божевілля в Валенсії
- Собака на сіні
- Валенсіанська вдова
- Дурна для інших, розумна для себе
- Дівчина з глечиком
- Дурочка
- Зірка Севільї
- Винахідлива закохана
- Селянка з Хетафе
- Періваньєс і командор Оканьї
- Фуенте Овехуна
- Мадридська сталь
- Жінки та слуги

### Епічні поеми та лірика
- «Пірат Дрейк» (1598)
- «Ісідро» (1599)
- «Краса Анжеліки» (1602)
- «Вірші» (1602)
- «Філомена» (1621)
- «Цирцея» (1624)